# Arturo Chávez Chávez
Arturo Chávez Chávez is een Mexicaans jurist en politicus van de Nationale Actiepartij (PAN).
Chávez Chávez studeerde rechten aan het Instituut voor Technologie en Hogere Studies van Monterrey (ITESM). Hij vervulde een aantal administratieve functies, waaronder van 1996 tot 1998 die van minister van justitie van zijn thuisstaat Chihuahua, die geplaagd wordt door extreme misdaadcijfers. Berucht zijn onder anderen de vrouwenmoorden in Ciudad Juárez, een probleem dat Chávez volgens critici niet serieus genomen heeft. In 2006 werd hij benoemd tot onderminister van juridische zaken en mensenrechten, waarbij hij onder meer bemiddelde in het conflict in Oaxaca.
Op 7 september 2009 werd Chávez door president Felipe Calderón benoemd tot procureur-generaal van de republiek (procurador general de la república), een functie die te beschouwen is als die van minister van justitie. Op 24 september werd zijn benoeming door de Senaat bevestigd. Hij volgde de opgestapte Eduardo Medina-Mora op. Wegens zijn weinig effective optreden in Chihuahua en zijn verder nogal bleke staat van dienst gold de keuze voor Chávez als een verrassing; uit een uitgelekte diplomatieke kabel werd de keuze 'onverwacht en niet uit te leggen' genoemd.
Chávez Chávez zette als minister de harde lijn in de Mexicaanse drugsoorlog voort. Op 31 maart 2011 maakte hij zijn aftreden bekend, officieel om persoonlijke redenen maar volgens waarnemers wegens tegenvallende resultaten. Hij werd opgevolgd door Marisela Morales.